# Thaísa
Thaisa de Moraes Rosa Moreno ismertebb nevén Thaísa (Xambrê, Paraná, 1988. december 17. –) brazil női válogatott labdarúgó. A spanyol Primera Divisiónban érdekelt Real Madrid csapatának játékosa.

## Pályafutása

### Klubcsapatokban
2014 januárjában három honfitársával (Mayara, Rilany és Fabiana) két évre a svéd Tyresöhöz igazolt, mely csapat keretében a szintén brazil Marta is szerepelt. A stockholmiakkal bejutott a Bajnokok Ligája-döntőjébe, ahol vereséget szenvedtek a VfL Wolfsburgtól. A döntő után fizetésképtelenné vált a Tyresö és kizárták a bajnokságból.
Thaísa szabadon igazolhatóvá vált többi csapattársával együtt, így visszatért  a Ferroviáriához, majd két szezont húzott le még hazájában. 2015-ben az América Mineiro, 2016-ban a São José keretét erősítette, 2017-ben pedig az izlandi Grindavíknál játszott néhány meccset.
2017. december 13-án írt alá a Sky Blue-hez, ahol nyolc mérkőzés után szabadlistára helyezték 2018. július 25-én.
Pár héttel később elfogadta az újonnan alakult AC Milan ajánlatát és egyéves szerződést kötött az olasz klubbal, ahol 19 meccsen háromszor volt eredményes, a Juventusnak lőtt szépségdíjas találatát pedig az év góljává választották a Serie A-ban.
Szerződése lejártával a spanyol Real Madrid együtteséhez igazolt.

## Sikerei

### Klubcsapatokban
Bajnokok Ligája döntős (1)
- Tyresö FF (1): 2014

### A válogatottban
- Copa América győztes (2): 2014, 2018
- Pánamerikai Játékok győztes (1): 2015
- Brazil Nemzetközi Torna aranyérmes (4): 2013,[9] 2014, 2015,[10] 2016